# Shady Mohamed
Shady Mohamed Abdel Fattah (Árabe: شادي محمد) (nascido 29 de Novembro de 1977) é um ex-futebolista egípcio que defendeu a equipe do Al Ahly e a Seleção Egípcia de Futebol.

## Carreira
Shady quando chegou no Al Ahly começou inicialmente como um ala esquerdo substituindoo o Mohamed Youssef. Contudo, a sua capacidade limitada e elevada consciência defensiva atribuído a ele para a equipe da defesa. Ao longo dos anos, vários treinadores do Al Ahly e formadores têm utilizado Shady como um arranque normal, fazendo dele um dos maiores jogadores que participam na história, juntamente com Ahly Essam El Hadary. 
No entanto, durante um jogo na Liga dos Campeões da UEFA de 2006 Africano ronda de 16, Essam foi acusada de dois golos marcados na sua rede. Assim, o capitão do emblema foi retirado e entregue ao Hadary Shady Mohamed até os dias atuais

## Títulos
Seleção Egípcia
- Campeonato Africano das Nações: 2006 e 2008.